# 拉卡洛塔 (西班牙)
拉卡洛塔（西班牙語：La Carlota），是西班牙安达卢西亚自治区科尔多瓦省的一个市镇。总面积79平方公里，总人口10756人（2001年），人口密度136人/平方公里。